# Álex Padilla
Alejandro Padilla Pérez (Zarautz, 1º settembre 2003) è un calciatore messicano con cittadinanza spagnola, portiere dell'Athletic Bilbao.

## Biografia
Nato nei Paesi Baschi da padre spagnolo e madre messicana, all'età di tre anni si è trasferito in Messico nello stato del Chihuahua dove ha vissuto fino a sette anni.

## Carriera

### Club
Padilla è cresciuto nel settore giovanile dell'Athletic Bilbao e nel 2021 è stato assegnato al Baskonia con cui ha debuttato in Segunda División RFEF. La stagione successiva è stato promosso nel Bilbao Athletic diventandone da subito il portiere titolare.
Nell'estate del 2024, a causa degli infortuni accorsi ad Unai Simón e Julen Agirrezabala, è stato promosso in prima squadra con cui ha disputato la preparazione estiva. Ha fatto il suo esordio il 15 agosto nell'incontro di Primera División pareggiato 1-1 contro il Getafe.

### Nazionale
Ha giocato con la Spagna Under-19 prima di optare nel 2024 per la nazionale messicana, debuttando con l'Under-23. Il 29 agosto dello stesso anno ha ricevuto la prima convocazione in nazionale maggiore.

## Statistiche

### Presenze e reti nei club
Statistiche aggiornate al 14 ottobre 2024.
| Stagione        | Squadra         | Campionato      | Campionato | Campionato | Coppe nazionali | Coppe nazionali | Coppe nazionali | Coppe continentali | Coppe continentali | Coppe continentali | Altre coppe | Altre coppe | Altre coppe | Totale | Totale | Totale |
| Stagione        | Squadra         | Comp            | Pres       | Reti       | Comp            | Pres            | Reti            | Comp               | Pres               | Reti               | Comp        | Pres        | Reti        | Pres   | Reti   |        |
| --------------- | --------------- | --------------- | ---------- | ---------- | --------------- | --------------- | --------------- | ------------------ | ------------------ | ------------------ | ----------- | ----------- | ----------- | ------ | ------ | ------ |
| 2021-2022       | Baskonia        | SDR             | 24         | -18        | -               | -               | -               | -                  | -                  | -                  | -           | -           | -           | 24     | -18    |        |
| 2022-2023       | Bilbao Athletic | PF              | 25         | -38        | -               | -               | -               | -                  | -                  | -                  | -           | -           | -           | 25     | -38    |        |
| 2023-2024       | Bilbao Athletic | PF              | 26         | -11        | -               | -               | -               | -                  | -                  | -                  | -           | -           | -           | 26     | -11    |        |
| 2024-2025       | Athletic Bilbao | PD              | 5          | -6         | CR              | 0               | 0               | UEL                | 0                  | 0                  | -           | -           | -           | 5      | -6     |        |
| Totale carriera | Totale carriera | Totale carriera | 80         | -73        |                 | 0               | 0               |                    | 0                  | 0                  |             | -           | -           | 80     | -73    |        |